# Coppa dei Paesi Bassi 2017-2018 (pallavolo maschile)
La Coppa dei Paesi Bassi 2017-2018 si è svolta dal 4 settembre 2017 al 18 febbraio 2018: al torneo hanno partecipato 64 squadre di club olandesi e la vittoria finale è andata per la prima volta al Taurus.

## Regolamento
Il torneo prevede una fase preliminare, dove partecipano club impegnati nei tornei provinciali e amatoriali, prendendo parte a:
- round preliminare, che si svolge in gara unica;
- primo round, che prevede gironi da quattro squadre e un round-robin, con gli incontri al meglio dei 3 set, che qualificano al turno successivo le sole prime classificate;
- secondo round, che prevede gironi da tre squadre e un round-robin, che qualificano al turno successivo solo le prime classificate.

Vi è poi la fase finale, che vede la partecipazione dei club di Eredivisie, prendendo parte a:
- ottavi di finale, che si svolgono in gara unica;
- quarti di finale, che si svolgono in gara unica;
- semifinali, che si svolgono in gare di andata e ritorno;
- finale, che si svolge in gara unica.

## Squadre partecipanti
| - Alterno - Apollo 8 - Avior - Barchemse - CSV - Capelle - Cito - Compaen - DIO Bedum - Dynamo Apeldoorn - EVV - Flamingo's '56 - Flash - Gemini-Kangeroes - HLB Van Daal/DS - Haaglanden | - Harambee - Harlingen - Inter Rijswijk - KS Roosendaal - Keistad - Krathos - Krimpen - Lycurgus - NOVO - Nesselande - Next Volley Dordrecht - Nieuwegeinse - Olhaco - Orion - Peelpush - Pegasus | - Prins - RIVO - Reflex - Revoc/VCB - SSS - Set Up - Set-Up'65 - Skunk - Sliedrecht - Sovoco - Spaarnestad - Sudosa-Desto - Taurus - Tilburg - US - Utrecht | - VELO - VIVES - Veenendaal - Veracles - VoCASA - VoCASA 2 - WIK - WIK 2 - Webton Hengelo - Woudenberg - Zaanstad - Zwolle |

## Torneo

### Round preliminare
| 4 settembre 2017 Sporthal Schalkhaar, Schalkhaar Durata: ? - Spettatori: ? | Avior      | 3 - 2 | Alterno      | 17-25, 25-15, 23-25, 25-21, 15-12 |
| 7 settembre 2017 Sportboulevard De Engh, Soest Durata: ? - Spettatori: ?   | Sovoco     | 2 - 3 | Nieuwegeinse | 25-23, 21-25, 19-25, 25-23, 11-15 |
| 9 settembre 2017 Struikhal, Groninga Durata: ? - Spettatori: ?             | Veracles   | -     | Sudosa-Desto | [ 1 ]                             |
| 9 settembre 2017 Sporthal Essesteyn, Voorburg Durata: ? - Spettatori: ?    | Haaglanden | 1 - 3 | Spaarnestad  | 22-25, 22-25, 25-20, 15-25        |
| 9 settembre 2017 ?, ? Durata: ? - Spettatori: ?                            | ?          | -     | ?            | ?                                 |
| 9 settembre 2017 ?, ? Durata: ? - Spettatori: ?                            | ?          | -     | ?            | ?                                 |
| 9 settembre 2017 ?, ? Durata: ? - Spettatori: ?                            | ?          | -     | ?            | ?                                 |
| 9 settembre 2017 ?, ? Durata: ? - Spettatori: ?                            | ?          | -     | ?            | ?                                 |

### Round 1

#### Girone A

##### Risultati
| 16 settembre 2017 De Waddenhal, Harlingen Durata: ? - Spettatori: ? | Harlingen | 1 - 2 | CSV       | 16-25, 25-19, 15-17 |
| 16 settembre 2017 De Waddenhal, Harlingen Durata: ? - Spettatori: ? | EVV       | 2 - 0 | Set Up    | 25-15, 25-17        |
| 16 settembre 2017 De Waddenhal, Harlingen Durata: ? - Spettatori: ? | Set Up    | 1 - 2 | CSV       | 25-20, 20-25, 8-15  |
| 16 settembre 2017 De Waddenhal, Harlingen Durata: ? - Spettatori: ? | Harlingen | 0 - 2 | EVV       | 14-25, 17-25        |
| 16 settembre 2017 De Waddenhal, Harlingen Durata: ? - Spettatori: ? | Set Up    | 2 - 0 | Harlingen | 25-19, 25-16        |
| 16 settembre 2017 De Waddenhal, Harlingen Durata: ? - Spettatori: ? | CSV       | 0 - 2 | EVV       | 15-25, 22-25        |

##### Classifica
| Pos | Squadra   | Pt | G | V | P | SV | SP | Ratio | PF  | PS  | Ratio |
| --- | --------- | -- | - | - | - | -- | -- | ----- | --- | --- | ----- |
| 1   | EVV       | 6  | 3 | 3 | 0 | 6  | 1  |       | 162 | 120 |       |
| 2   | CSV       | 4  | 3 | 2 | 1 | 4  | 3  |       | 146 | 149 |       |
| 3   | Set Up    | 2  | 3 | 1 | 2 | 2  | 4  |       | 125 | 144 |       |
| 4   | Harlingen | 2  | 3 | 0 | 3 | 2  | 6  |       | 153 | 173 |       |

#### Girone B

##### Risultati
| 16 settembre 2017 Parkstadhal, Veendam Durata: ? - Spettatori: ? | Veracles     | 0 - 2 | Sudosa-Desto | 17-25, 18-25        |
| 16 settembre 2017 Parkstadhal, Veendam Durata: ? - Spettatori: ? | Krathos      | 2 - 0 | Flash        | 25-22, 25-22        |
| 16 settembre 2017 Parkstadhal, Veendam Durata: ? - Spettatori: ? | Krathos      | 0 - 2 | Veracles     | 20-25, 19-25        |
| 16 settembre 2017 Parkstadhal, Veendam Durata: ? - Spettatori: ? | Sudosa-Desto | 2 - 1 | Flash        | 25-17, 22-25, 15-7  |
| 16 settembre 2017 Parkstadhal, Veendam Durata: ? - Spettatori: ? | Flash        | 1 - 2 | Veracles     | 25-18, 19-25, 16-18 |
| 16 settembre 2017 Parkstadhal, Veendam Durata: ? - Spettatori: ? | Sudosa-Desto | 2 - 0 | Krathos      | 25-18, 25-18        |

##### Classifica
| Pos | Squadra      | Pt | G | V | P | SV | SP | Ratio | PF  | PS  | Ratio |
| --- | ------------ | -- | - | - | - | -- | -- | ----- | --- | --- | ----- |
| 1   | Sudosa-Desto | 6  | 3 | 3 | 0 | 6  | 1  |       | 162 | 120 |       |
| 2   | Veracles     | 4  | 3 | 2 | 1 | 4  | 3  |       | 146 | 149 |       |
| 3   | Krathos      | 2  | 3 | 1 | 2 | 2  | 4  |       | 125 | 144 |       |
| 4   | Flash        | 2  | 3 | 0 | 3 | 2  | 6  |       | 153 | 173 |       |

#### Girone C

##### Risultati
| 16 settembre 2017 't Onderschoer, Barchem Durata: ? - Spettatori: ? | Apollo 8  | 2 - 1 | Set-Up'65 | 17-25, 25-22, 17-15 |
| 16 settembre 2017 't Onderschoer, Barchem Durata: ? - Spettatori: ? | RIVO      | 1 - 2 | Barchemse | 22-25, 25-19, 9-15  |
| 16 settembre 2017 't Onderschoer, Barchem Durata: ? - Spettatori: ? | RIVO      | 1 - 2 | Apollo 8  | 25-23, 19-25, 13-15 |
| 16 settembre 2017 't Onderschoer, Barchem Durata: ? - Spettatori: ? | Set-Up'65 | 2 - 1 | Barchemse | 18-25, 25-17, 15-12 |
| 16 settembre 2017 't Onderschoer, Barchem Durata: ? - Spettatori: ? | Barchemse | 2 - 1 | Apollo 8  | 19-25, 25-16, 15-7  |
| 16 settembre 2017 't Onderschoer, Barchem Durata: ? - Spettatori: ? | Set-Up'65 | 2 - 1 | RIVO      | 14-25, 25-14, 15-9  |

##### Classifica
| Pos | Squadra   | Pt | G | V | P | SV | SP | Ratio | PF  | PS  | Ratio |
| --- | --------- | -- | - | - | - | -- | -- | ----- | --- | --- | ----- |
| 1   | Set-Up'65 | 5  | 3 | 2 | 1 | 5  | 4  |       | 174 | 161 |       |
| 2   | Barchemse | 5  | 3 | 2 | 1 | 5  | 4  |       | 172 | 162 |       |
| 3   | Apollo 8  | 5  | 3 | 2 | 1 | 5  | 4  |       | 170 | 178 |       |
| 4   | RIVO      | 3  | 3 | 0 | 3 | 3  | 6  |       | 161 | 176 |       |

#### Girone D

##### Risultati
| 16 settembre 2017 Sportcentrum Pica Mare, Gennep Durata: ? - Spettatori: ? | Avior          | 2 - 1 | Pegasus        | 19-25, 25-18, 15-12 |
| 16 settembre 2017 Sportcentrum Pica Mare, Gennep Durata: ? - Spettatori: ? | Harambee       | 0 - 2 | Flamingo's '56 | 13-25, 14-25        |
| 16 settembre 2017 Sportcentrum Pica Mare, Gennep Durata: ? - Spettatori: ? | Harambee       | 0 - 2 | Avior          | 12-25, 16-25        |
| 16 settembre 2017 Sportcentrum Pica Mare, Gennep Durata: ? - Spettatori: ? | Pegasus        | 2 - 0 | Flamingo's '56 | 25-18, 25-17        |
| 16 settembre 2017 Sportcentrum Pica Mare, Gennep Durata: ? - Spettatori: ? | Flamingo's '56 | 0 - 2 | Avior          | 12-25, 20-25        |
| 16 settembre 2017 Sportcentrum Pica Mare, Gennep Durata: ? - Spettatori: ? | Pegasus        | 2 - 0 | Harambee       | 25-16, 25-22        |

##### Classifica
| Pos | Squadra        | Pt | G | V | P | SV | SP | Ratio | PF  | PS  | Ratio |
| --- | -------------- | -- | - | - | - | -- | -- | ----- | --- | --- | ----- |
| 1   | Avior          | 6  | 3 | 3 | 0 | 6  | 1  |       | 159 | 115 |       |
| 2   | Pegasus        | 5  | 3 | 2 | 1 | 5  | 2  |       | 155 | 132 |       |
| 3   | Flamingo's '56 | 2  | 3 | 1 | 2 | 2  | 4  |       | 117 | 127 |       |
| 4   | Harambee       | 0  | 3 | 0 | 3 | 0  | 6  |       | 93  | 150 |       |

#### Girone E

##### Risultati
| 16 settembre 2017 Sporthal De Schans, Beesel Durata: ? - Spettatori: ? | Skunk     | 1 - 2 | Peelpush  | 23-25, 25-23, 13-15 |
| 16 settembre 2017 Sporthal De Schans, Beesel Durata: ? - Spettatori: ? | Revoc/VCB | 1 - 2 | VoCASA 2  | 25-17, 19-25, 10-15 |
| 16 settembre 2017 Sporthal De Schans, Beesel Durata: ? - Spettatori: ? | Revoc/VCB | 2 - 1 | Skunk     | 25-20, 24-26, 20-18 |
| 16 settembre 2017 Sporthal De Schans, Beesel Durata: ? - Spettatori: ? | Peelpush  | 2 - 0 | VoCASA 2  | 25-16, 25-19        |
| 16 settembre 2017 Sporthal De Schans, Beesel Durata: ? - Spettatori: ? | VoCASA 2  | 0 - 2 | Skunk     | 24-26, 15-25        |
| 16 settembre 2017 Sporthal De Schans, Beesel Durata: ? - Spettatori: ? | Peelpush  | 2 - 0 | Revoc/VCB | 25-23, 25-21        |

##### Classifica
| Pos | Squadra   | Pt | G | V | P | SV | SP | Ratio | PF  | PS  | Ratio |
| --- | --------- | -- | - | - | - | -- | -- | ----- | --- | --- | ----- |
| 1   | Peelpush  | 6  | 3 | 3 | 0 | 6  | 1  |       | 163 | 140 |       |
| 2   | Skunk     | 4  | 3 | 1 | 2 | 4  | 4  |       | 176 | 171 |       |
| 3   | Revoc/VCB | 3  | 3 | 1 | 2 | 3  | 5  |       | 167 | 171 |       |
| 4   | VoCASA 2  | 2  | 3 | 1 | 2 | 2  | 5  |       | 131 | 155 |       |

#### Girone F

##### Risultati
| 16 settembre 2017 Sporthal De Boog, Krimpen aan den IJssel Durata: ? - Spettatori: ? | KS Roosendaal         | 1 - 2 | Krimpen               | 23-25, 25-21, 11-15 |
| 16 settembre 2017 Sporthal De Boog, Krimpen aan den IJssel Durata: ? - Spettatori: ? | Next Volley Dordrecht | 2 - 0 | WIK                   | 25-21, 27-25        |
| 16 settembre 2017 Sporthal De Boog, Krimpen aan den IJssel Durata: ? - Spettatori: ? | Next Volley Dordrecht | 2 - 0 | KS Roosendaal         | 25-19, 25-21        |
| 16 settembre 2017 Sporthal De Boog, Krimpen aan den IJssel Durata: ? - Spettatori: ? | Krimpen               | 2 - 0 | WIK                   | 25-17, 25-23        |
| 16 settembre 2017 Sporthal De Boog, Krimpen aan den IJssel Durata: ? - Spettatori: ? | WIK                   | 2 - 0 | KS Roosendaal         | 25-23, 25-22        |
| 16 settembre 2017 Sporthal De Boog, Krimpen aan den IJssel Durata: ? - Spettatori: ? | Krimpen               | 2 - 0 | Next Volley Dordrecht | 25-21, 25-23        |

##### Classifica
| Pos | Squadra               | Pt | G | V | P | SV | SP | Ratio | PF  | PS  | Ratio |
| --- | --------------------- | -- | - | - | - | -- | -- | ----- | --- | --- | ----- |
| 1   | Krimpen               | 6  | 3 | 3 | 0 | 6  | 1  |       | 161 | 143 |       |
| 2   | Next Volley Dordrecht | 4  | 3 | 2 | 1 | 4  | 2  |       | 146 | 136 |       |
| 3   | WIK                   | 2  | 3 | 1 | 2 | 2  | 4  |       | 136 | 147 |       |
| 4   | KS Roosendaal         | 1  | 3 | 0 | 3 | 1  | 6  |       | 144 | 161 |       |

#### Girone G

##### Risultati
| 16 settembre 2017 Sportpark Duinwetering, Noordwijk Durata: ? - Spettatori: ? | Spaarnestad      | 2 - 0 | Gemini-Kangeroes | 25-16, 25-23        |
| 16 settembre 2017 Sportpark Duinwetering, Noordwijk Durata: ? - Spettatori: ? | VELO             | 2 - 0 | NOVO             | 25-14, 25-20        |
| 16 settembre 2017 Sportpark Duinwetering, Noordwijk Durata: ? - Spettatori: ? | VELO             | 2 - 0 | Spaarnestad      | 25-15, 25-17        |
| 16 settembre 2017 Sportpark Duinwetering, Noordwijk Durata: ? - Spettatori: ? | Gemini-Kangeroes | 0 - 2 | NOVO             | 18-25, 24-26        |
| 16 settembre 2017 Sportpark Duinwetering, Noordwijk Durata: ? - Spettatori: ? | NOVO             | 1 - 2 | Spaarnestad      | 25-17, 16-25, 12-15 |
| 16 settembre 2017 Sportpark Duinwetering, Noordwijk Durata: ? - Spettatori: ? | Gemini-Kangeroes | 2 - 0 | VELO             | 25-20, 25-21        |

##### Classifica
| Pos | Squadra          | Pt | G | V | P | SV | SP | Ratio | PF  | PS  | Ratio |
| --- | ---------------- | -- | - | - | - | -- | -- | ----- | --- | --- | ----- |
| 1   | VELO             | 4  | 3 | 2 | 1 | 4  | 2  |       | 141 | 116 |       |
| 2   | Spaarnestad      | 4  | 3 | 2 | 1 | 4  | 3  |       | 139 | 142 |       |
| 3   | NOVO             | 3  | 3 | 1 | 2 | 3  | 4  |       | 138 | 149 |       |
| 4   | Gemini-Kangeroes | 2  | 3 | 1 | 2 | 2  | 4  |       | 191 | 142 |       |

#### Girone H

##### Risultati
| 16 settembre 2017 Oostgaarde Sporthal, Krimpen aan den IJssel Durata: ? - Spettatori: ? | US      | 0 - 2 | Capelle | 17-25, 19-25        |
| 16 settembre 2017 Oostgaarde Sporthal, Krimpen aan den IJssel Durata: ? - Spettatori: ? | Utrecht | 2 - 0 | WIK 2   | 25-21, 25-16        |
| 16 settembre 2017 Oostgaarde Sporthal, Krimpen aan den IJssel Durata: ? - Spettatori: ? | Utrecht | 2 - 1 | US      | 25-17, 19-25, 15-13 |
| 16 settembre 2017 Oostgaarde Sporthal, Krimpen aan den IJssel Durata: ? - Spettatori: ? | Capelle | 2 - 0 | WIK 2   | 25-16, 25-12        |
| 16 settembre 2017 Oostgaarde Sporthal, Krimpen aan den IJssel Durata: ? - Spettatori: ? | WIK 2   | 1 - 2 | US      | 16-25, 25-21, 10-15 |
| 16 settembre 2017 Oostgaarde Sporthal, Krimpen aan den IJssel Durata: ? - Spettatori: ? | Capelle | 2 - 0 | Utrecht | 25-21, 26-24        |

##### Classifica
| Pos | Squadra | Pt | G | V | P | SV | SP | Ratio | PF  | PS  | Ratio |
| --- | ------- | -- | - | - | - | -- | -- | ----- | --- | --- | ----- |
| 1   | Capelle | 6  | 3 | 3 | 0 | 6  | 0  |       | 151 | 109 |       |
| 2   | Utrecht | 4  | 3 | 2 | 1 | 4  | 3  |       | 154 | 143 |       |
| 3   | US      | 3  | 3 | 1 | 2 | 3  | 5  |       | 152 | 163 |       |
| 4   | WIK 2   | 1  | 3 | 0 | 3 | 1  | 6  |       | 119 | 161 |       |

#### Girone I

##### Risultati
| 16 settembre 2017 Sporthal IJsselhal, IJsselstein Durata: ? - Spettatori: ? | Nieuwegeinse | 1 - 2 | Woudenberg   | 15-25, 25-23, 12-15 |
| 16 settembre 2017 Sporthal IJsselhal, IJsselstein Durata: ? - Spettatori: ? | Keistad      | 2 - 0 | VIVES        | 25-23, 25-20        |
| 16 settembre 2017 Sporthal IJsselhal, IJsselstein Durata: ? - Spettatori: ? | Keistad      | 2 - 1 | Nieuwegeinse | 21-25, 25-19, 15-10 |
| 16 settembre 2017 Sporthal IJsselhal, IJsselstein Durata: ? - Spettatori: ? | Woudenberg   | 0 - 2 | VIVES        | 21-25, 19-25        |
| 16 settembre 2017 Sporthal IJsselhal, IJsselstein Durata: ? - Spettatori: ? | VIVES        | 1 - 2 | Nieuwegeinse | 20-25, 25-21, 11-15 |
| 16 settembre 2017 Sporthal IJsselhal, IJsselstein Durata: ? - Spettatori: ? | Woudenberg   | 1 - 2 | Keistad      | 25-16, 12-25, 11-15 |

##### Classifica
| Pos | Squadra      | Pt | G | V | P | SV | SP | Ratio | PF  | PS  | Ratio |
| --- | ------------ | -- | - | - | - | -- | -- | ----- | --- | --- | ----- |
| 1   | Keistad      | 6  | 3 | 3 | 0 | 6  | 2  |       | 167 | 145 |       |
| 2   | Nieuwegeinse | 4  | 3 | 1 | 2 | 4  | 5  |       | 167 | 180 |       |
| 3   | VIVES        | 3  | 3 | 1 | 2 | 3  | 4  |       | 149 | 151 |       |
| 4   | Woudenberg   | 3  | 3 | 1 | 2 | 3  | 5  |       | 151 | 158 |       |

### Round 2

#### Girone A

##### Risultati
| 21 ottobre 2017 Sporthal De Beemden, Bedum Durata: ? - Spettatori: ? | Reflex       | 3 - 2 | Sudosa-Desto | 25-18, 21-25, 19-25, 25-15, 15-9 |
| 21 ottobre 2017 Sporthal De Beemden, Bedum Durata: ? - Spettatori: ? | DIO Bedum    | 0 - 3 | Reflex       | 22-25, 24-26, 17-25              |
| 21 ottobre 2017 Sporthal De Beemden, Bedum Durata: ? - Spettatori: ? | Sudosa-Desto | 0 - 3 | DIO Bedum    | 18-25, 22-25, 14-25              |

##### Classifica
| Pos | Squadra      | Pt | G | V | P | SV | SP | Ratio | PF  | PS  | Ratio |
| --- | ------------ | -- | - | - | - | -- | -- | ----- | --- | --- | ----- |
| 1   | Reflex       | 6  | 2 | 2 | 0 | 6  | 2  |       | 181 | 155 |       |
| 2   | DIO Bedum    | 3  | 2 | 1 | 1 | 3  | 3  |       | 138 | 130 |       |
| 3   | Sudosa-Desto | 2  | 2 | 0 | 2 | 2  | 6  |       | 146 | 180 |       |

#### Girone B

##### Risultati
| 21 ottobre 2017 Sporthal de Schalm, Ootmarsum Durata: ? - Spettatori: ? | Webton Hengelo | 3 - 1 | Set-Up'65      | 25-19, 27-29, 25-23, 25-19 |
| 21 ottobre 2017 Sporthal de Schalm, Ootmarsum Durata: ? - Spettatori: ? | VoCASA         | 0 - 3 | Webton Hengelo | 12-25, 21-25, 25-27        |
| 21 ottobre 2017 Sporthal de Schalm, Ootmarsum Durata: ? - Spettatori: ? | Set-Up'65      | 1 - 3 | VoCASA         | 20-25, 29-27, 23-25, 21-25 |

##### Classifica
| Pos | Squadra        | Pt | G | V | P | SV | SP | Ratio | PF  | PS  | Ratio |
| --- | -------------- | -- | - | - | - | -- | -- | ----- | --- | --- | ----- |
| 1   | Webton Hengelo | 6  | 2 | 2 | 0 | 6  | 1  |       | 179 | 148 |       |
| 2   | VoCASA         | 3  | 2 | 1 | 1 | 3  | 4  |       | 160 | 170 |       |
| 3   | Set-Up'65      | 2  | 2 | 0 | 2 | 2  | 6  |       | 183 | 204 |       |

#### Girone C

##### Risultati
| 21 ottobre 2017 Sporthal 't Huiken, Elburg Durata: ? - Spettatori: ? | Cito    | 0 - 3 | EVV     | 21-25, 13-25, 24-26              |
| 21 ottobre 2017 Sporthal 't Huiken, Elburg Durata: ? - Spettatori: ? | Compaen | 3 - 1 | Cito    | 25-23, 27-25, 18-25, 25-23       |
| 21 ottobre 2017 Sporthal 't Huiken, Elburg Durata: ? - Spettatori: ? | EVV     | 3 - 2 | Compaen | 21-25, 25-19, 22-25, 25-22, 15-5 |

##### Classifica
| Pos | Squadra | Pt | G | V | P | SV | SP | Ratio | PF  | PS  | Ratio |
| --- | ------- | -- | - | - | - | -- | -- | ----- | --- | --- | ----- |
| 1   | EVV     | 6  | 2 | 2 | 0 | 6  | 2  |       | 184 | 154 |       |
| 2   | Compaen | 5  | 2 | 1 | 1 | 5  | 4  |       | 191 | 204 |       |
| 3   | Cito    | 1  | 2 | 0 | 2 | 1  | 6  |       | 154 | 171 |       |

#### Girone D

##### Risultati
| 21 ottobre 2017 Sporthal Midland, Amersfoort Durata: ? - Spettatori: ? | Nesselande | 1 - 3 | Keistad    | 25-21, 18-25, 21-25, 13-25        |
| 21 ottobre 2017 Sporthal Midland, Amersfoort Durata: ? - Spettatori: ? | VELO       | 2 - 3 | Nesselande | 16-25, 25-18, 25-22, 19-25, 11-25 |
| 21 ottobre 2017 Sporthal Midland, Amersfoort Durata: ? - Spettatori: ? | Keistad    | 3 - 0 | VELO       | 25-21, 25-13, 25-16               |

##### Classifica
| Pos | Squadra    | Pt | G | V | P | SV | SP | Ratio | PF  | PS  | Ratio |
| --- | ---------- | -- | - | - | - | -- | -- | ----- | --- | --- | ----- |
| 1   | Keistad    | 6  | 2 | 3 | 0 | 6  | 1  |       | 171 | 127 |       |
| 2   | Nesselande | 4  | 2 | 1 | 1 | 4  | 5  |       | 182 | 192 |       |
| 3   | VELO       | 2  | 2 | 0 | 3 | 2  | 6  |       | 146 | 180 |       |

#### Girone E

##### Risultati
| 21 ottobre 2017 Sporthal Trasselt, Hoogeveen Durata: ? - Spettatori: ? | Veenendaal      | 2 - 3 | Olhaco          | 25-19, 13-25, 23-25, 26-24, 7-15  |
| 21 ottobre 2017 Sporthal Trasselt, Hoogeveen Durata: ? - Spettatori: ? | HLB Van Daal/DS | 1 - 3 | Veenendaal      | 21-25, 21-25, 25-23, 19-25        |
| 21 ottobre 2017 Sporthal Trasselt, Hoogeveen Durata: ? - Spettatori: ? | Olhaco          | 2 - 3 | HLB Van Daal/DS | 24-26, 14-25, 25-21, 25-23, 13-15 |

##### Classifica
| Pos | Squadra         | Pt | G | V | P | SV | SP | Ratio | PF  | PS  | Ratio |
| --- | --------------- | -- | - | - | - | -- | -- | ----- | --- | --- | ----- |
| 1   | Veenendaal      | 5  | 2 | 1 | 1 | 5  | 4  |       | 192 | 194 |       |
| 2   | Olhaco          | 5  | 2 | 1 | 1 | 5  | 5  |       | 209 | 204 |       |
| 3   | HLB Van Daal/DS | 4  | 2 | 1 | 1 | 4  | 5  |       | 196 | 199 |       |

#### Girone F

##### Risultati
| 21 ottobre 2017 Sporthal Schalkhaar, Schalkhaar Durata: ? - Spettatori: ? | Tilburg | 3 - 0 | Avior   | 25-20, 25-20, 25-21        |
| 21 ottobre 2017 Sporthal Schalkhaar, Schalkhaar Durata: ? - Spettatori: ? | Capelle | 3 - 1 | Tilburg | 23-25, 25-19, 25-18, 25-19 |
| 21 ottobre 2017 Sporthal Schalkhaar, Schalkhaar Durata: ? - Spettatori: ? | Avior   | 1 - 3 | Capelle | 25-22, 15-25, 18-25, 23-25 |

##### Classifica
| Pos | Squadra | Pt | G | V | P | SV | SP | Ratio | PF  | PS  | Ratio |
| --- | ------- | -- | - | - | - | -- | -- | ----- | --- | --- | ----- |
| 1   | Capelle | 6  | 2 | 2 | 0 | 6  | 2  |       | 195 | 162 |       |
| 2   | Tilburg | 4  | 2 | 1 | 1 | 4  | 3  |       | 156 | 159 |       |
| 3   | Avior   | 1  | 2 | 0 | 2 | 1  | 6  |       | 142 | 172 |       |

#### Girone G

##### Risultati
| 21 ottobre 2017 Sporthal de Körref, Peel en Maas Durata: ? - Spettatori: ? | Sliedrecht | 3 - 0 | Peelpush   | 25-22, 25-20, 25-19        |
| 21 ottobre 2017 Sporthal de Körref, Peel en Maas Durata: ? - Spettatori: ? | Krimpen    | 0 - 3 | Sliedrecht | [ 2 ]                      |
| 21 ottobre 2017 Sporthal de Körref, Peel en Maas Durata: ? - Spettatori: ? | Peelpush   | 3 - 1 | Krimpen    | 25-17, 25-13, 27-29, 25-19 |

##### Classifica
| Pos | Squadra    | Pt | G | V | P | SV | SP | Ratio | PF  | PS  | Ratio |
| --- | ---------- | -- | - | - | - | -- | -- | ----- | --- | --- | ----- |
| 1   | Sliedrecht | 6  | 2 | 2 | 0 | 6  | 0  |       | 75  | 61  |       |
| 2   | Peelpush   | 3  | 2 | 1 | 1 | 3  | 4  |       | 163 | 151 |       |
| 3   | Krimpen    | 1  | 2 | 0 | 2 | 1  | 6  |       | 76  | 102 |       |

### Ottavi di finale
| 18 novembre 2017 Sporthal Midland, Amersfoort Durata: ? - Spettatori: ?                | Keistad    | 0 - 3 | Inter Rijswijk   | 16-25, 18-25, 21-25               |
| 18 novembre 2017 Reflexhal, Kampen Durata: ? - Spettatori: ?                           | Reflex     | 0 - 3 | Orion            | 16-25, 22-25, 23-25               |
| 18 novembre 2017 Sporthal West, Veenendaal Durata: ? - Spettatori: ?                   | Veenendaal | 2 - 3 | SSS              | 24-26, 25-22, 28-26, 21-25, 8-15  |
| 18 novembre 2017 De Basis, Sliedrecht Durata: ? - Spettatori: ?                        | Sliedrecht | 3 - 2 | Dynamo Apeldoorn | 25-20, 25-22, 19-25, 18-25, 16-14 |
| 18 novembre 2017 Sporthal Peppelensteeg, Ede Durata: ? - Spettatori: ?                 | Prins      | 2 - 3 | Zwolle           | 23-25, 31-29, 21-25, 25-18, 15-17 |
| 18 novembre 2017 Sporthal Oostgaarde, Capelle aan den IJssel Durata: ? - Spettatori: ? | Capelle    | 0 - 3 | Taurus           | 18-25, 15-25, 16-25               |
| 19 novembre 2017 Topsportcentrum Alfacollege, Groninga Durata: ? - Spettatori: ?       | Lycurgus   | 3 - 1 | Zaanstad         | 25-16, 22-25, 25-21, 25-11        |
| 21 novembre 2017 Sporthal 't Huiken, Elburg Durata: ? - Spettatori: ?                  | EVV        | 0 - 3 | Webton Hengelo   | 20-25, 23-25, 21-25               |

### Quarti di finale
| 12 dicembre 2017 De Basis, Sliedrecht Durata: ? - Spettatori: ?               | Sliedrecht     | 3 - 0 | Zwolle         | 25-20, 25-7, 25-13         |
| 13 dicembre 2017 Sporthal De Kruisboog, Houten Durata: ? - Spettatori: ?      | Taurus         | 3 - 1 | Inter Rijswijk | 25-19, 25-14, 22-25, 25-19 |
| 13 dicembre 2017 Topsporthal Achterhoek, Doetinchem Durata: ? - Spettatori: ? | Orion          | 3 - 0 | SSS            | 25-20, 25-20, 25-19        |
| 13 dicembre 2017 Sporthal Veldwijk, Hengelo Durata: ? - Spettatori: ?         | Webton Hengelo | 0 - 3 | Lycurgus       | 22-25, 19-25, 19-25        |

### Semifinali

#### Andata
| 10 gennaio 2018 Sporthal De Kruisboog, Houten Durata: ? - Spettatori: ?      | Taurus | 3 - 1 | Sliedrecht | 25-23, 22-25, 25-18, 25-18       |
| 10 gennaio 2018 Topsporthal Achterhoek, Doetinchem Durata: ? - Spettatori: ? | Orion  | 2 - 3 | Lycurgus   | 21-25, 17-25, 25-21, 25-19, 7-15 |

#### Ritorno
| 24 gennaio 2018 De Basis, Sliedrecht Durata: ? - Spettatori: ?                  | Sliedrecht | 3 - 2 | Taurus | 25-27, 25-20, 34-32, 20-25, 15-11 |
| 24 gennaio 2018 Topsportcentrum Alfacollege, Groninga Durata: ? - Spettatori: ? | Lycurgus   | 3 - 2 | Orion  | 24-26, 22-25, 25-22, 25-17, 15-7  |

### Finale
| 18 febbraio 2018 Het Activum, Hoogeveen Durata: ? - Spettatori: ? | Taurus | 3 - 2 | Lycurgus | 9-25, 26-24, 25-23, 13-25, 15-13 |